# Chutor-Bor
Chutor-Bor (ros. Хутор-Бор) – osiedle w Rosji, w obwodzie briańskim, w rejonie wygonickim. W 2010 liczyło 723 mieszkańców.
Znajduje tu się stacja kolejowa Połużje, położona na linii Briańsk – Uniecza.